# دالنيريتشينسك
دالنيريتشينسك (بالروسية: Дальнереченск) هي إحدى مدن روسيا في الكيان الفدرالي الروسي بريمورسكي كراي.

## المناخ
يظهر الجدول التالي التغييرات المناخية على مدار السنة لدالنيريتشينسك:
| البيانات المناخية لـدالنيريتشينسك     | البيانات المناخية لـدالنيريتشينسك | البيانات المناخية لـدالنيريتشينسك | البيانات المناخية لـدالنيريتشينسك | البيانات المناخية لـدالنيريتشينسك | البيانات المناخية لـدالنيريتشينسك | البيانات المناخية لـدالنيريتشينسك | البيانات المناخية لـدالنيريتشينسك | البيانات المناخية لـدالنيريتشينسك | البيانات المناخية لـدالنيريتشينسك | البيانات المناخية لـدالنيريتشينسك | البيانات المناخية لـدالنيريتشينسك | البيانات المناخية لـدالنيريتشينسك | البيانات المناخية لـدالنيريتشينسك |
| الشهر                                 | يناير                             | فبراير                            | مارس                              | أبريل                             | مايو                              | يونيو                             | يوليو                             | أغسطس                             | سبتمبر                            | أكتوبر                            | نوفمبر                            | ديسمبر                            | المعدل السنوي                     |
| ------------------------------------- | --------------------------------- | --------------------------------- | --------------------------------- | --------------------------------- | --------------------------------- | --------------------------------- | --------------------------------- | --------------------------------- | --------------------------------- | --------------------------------- | --------------------------------- | --------------------------------- | --------------------------------- |
| الدرجة القصوى °م (°ف)                 | 2.7 (36.9)                        | 5.9 (42.6)                        | 17.6 (63.7)                       | 27.8 (82.0)                       | 32.9 (91.2)                       | 32.9 (91.2)                       | 34.6 (94.3)                       | 36.8 (98.2)                       | 29.7 (85.5)                       | 26.5 (79.7)                       | 18.9 (66.0)                       | 8.8 (47.8)                        | 36.8 (98.2)                       |
| متوسط درجة الحرارة الكبرى °م (°ف)     | −14.4 (6.1)                       | −9.6 (14.7)                       | −0.4 (31.3)                       | 11.4 (52.5)                       | 19.1 (66.4)                       | 23.6 (74.5)                       | 26.7 (80.1)                       | 25.8 (78.4)                       | 20.2 (68.4)                       | 12.1 (53.8)                       | −0.4 (31.3)                       | −11.3 (11.7)                      | 8.6 (47.4)                        |
| المتوسط اليومي °م (°ف)                | −19.8 (−3.6)                      | −15.6 (3.9)                       | −6.1 (21.0)                       | 5.0 (41.0)                        | 12.4 (54.3)                       | 17.6 (63.7)                       | 21.2 (70.2)                       | 20.4 (68.7)                       | 13.8 (56.8)                       | 5.5 (41.9)                        | −6.2 (20.8)                       | −16.6 (2.1)                       | 2.6 (36.7)                        |
| متوسط درجة الحرارة الصغرى °م (°ف)     | −24.8 (−12.6)                     | −21.3 (−6.3)                      | −11.6 (11.1)                      | −0.3 (31.5)                       | 6.7 (44.1)                        | 12.4 (54.3)                       | 16.7 (62.1)                       | 16.0 (60.8)                       | 8.6 (47.5)                        | 0.1 (32.2)                        | −11.1 (12.0)                      | −21.4 (−6.5)                      | −2.5 (27.5)                       |
| أدنى درجة حرارة °م (°ف)               | −42.0 (−43.6)                     | −36.8 (−34.2)                     | −31.8 (−25.2)                     | −15.1 (4.8)                       | −3.7 (25.3)                       | 2.1 (35.8)                        | 5.3 (41.5)                        | 4.4 (39.9)                        | −5.0 (23.0)                       | −16.2 (2.8)                       | −30.9 (−23.6)                     | −38.2 (−36.8)                     | −42.0 (−43.6)                     |
| الهطول مم (إنش)                       | 12.1 (0.48)                       | 11.2 (0.44)                       | 21.4 (0.84)                       | 40.8 (1.61)                       | 64.8 (2.55)                       | 79.8 (3.14)                       | 109.8 (4.32)                      | 119.2 (4.69)                      | 77.1 (3.04)                       | 50.9 (2.00)                       | 25.6 (1.01)                       | 16.9 (0.67)                       | 629.6 (24.79)                     |
| متوسط أيام هطول الأمطار (≥ 0.1 mm)    | 10.7                              | 8.4                               | 10.3                              | 11.3                              | 11.0                              | 10.5                              | 12.8                              | 11.9                              | 8.8                               | 11.0                              | 10.2                              | 13.1                              | 130                               |
| متوسط الرطوبة النسبية (%)             | 74.2                              | 69.8                              | 64.6                              | 61.7                              | 63.9                              | 73.5                              | 80.8                              | 81.5                              | 75.5                              | 66.2                              | 69.2                              | 73.9                              | 71.2                              |
| ساعات سطوع الشمس الشهرية              | 173.0                             | 193.0                             | 225.0                             | 202.0                             | 232.0                             | 226.0                             | 219.0                             | 203.0                             | 214.0                             | 198.0                             | 166.0                             | 150.0                             | 2٬401                             |
| المصدر #1: climatebase.ru (1948-2011) |                                   |                                   |                                   |                                   |                                   |                                   |                                   |                                   |                                   |                                   |                                   |                                   |                                   |
| المصدر #2: NOAA (sun only, 1961-1990) |                                   |                                   |                                   |                                   |                                   |                                   |                                   |                                   |                                   |                                   |                                   |                                   |                                   |